# ヨウナス・クリスティアンソン
ヨウナス・クリスティアンソン（Jónas Kristjánsson 原語の発音；ヨーナス・クリスチャンッソン、1924年4月10日 - 2014年6月7日）は、アイスランドの学者、小説家。アイスランド・サガについての研究で知られ、その文学性を重視したことや、文体的・統語的問題に取り組んだことで知られる。1972年から1994年まで旧アウルトニ・マグヌッソン研究所の所長を務めていた。また、ヴァイキング時代の北アメリカを舞台とした小説『The Wide World』も書いている。

## 著作
- Eddas and Sagas: Iceland's Medieval Literature, Reykjavík, Hið Íslenska bókmenntafélag（Peter Foote による英語訳[2]）ASIN B0006ESIB8（ハードカバー版、1988年）、ASIN B00122QJ3C（ペーパーバック版、1997年）、ISBN 9789979662105（2007年）
- Icelandic Manuscripts: Sagas, History and Art, Reykjavík, The Icelandic Literary Society（Jeffrey Cosser による英語訳[3]）, ISBN 978-9979804345（ハードカバー版、1993年）、ISBN 978-9979804826（ペーパーバック版、1996年）
- The First Settler of the New World, Reykjavík, University of Iceland Press, 2005年, ISBN 978-9979546504

他。